# Creevykeel

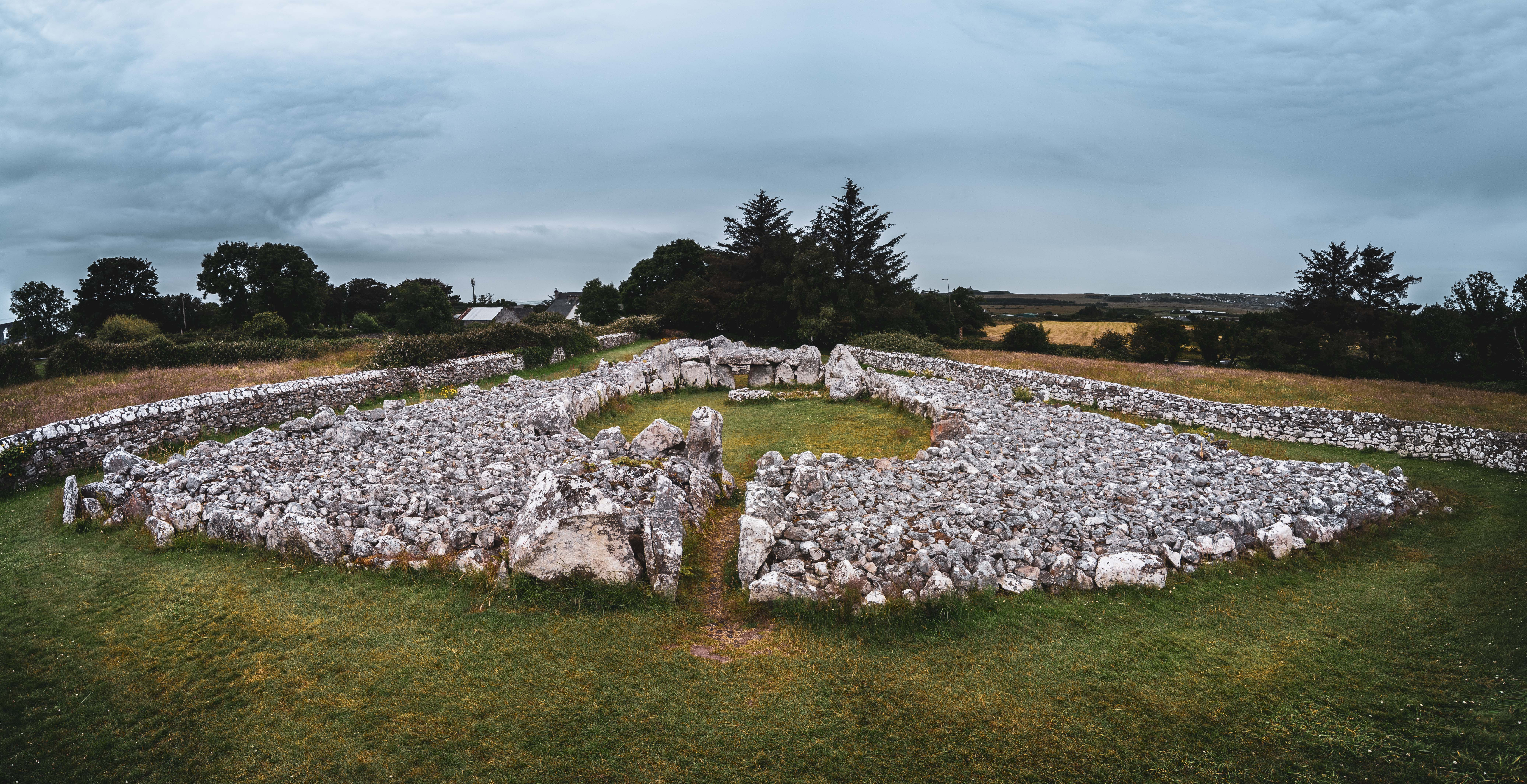
Creevykeel

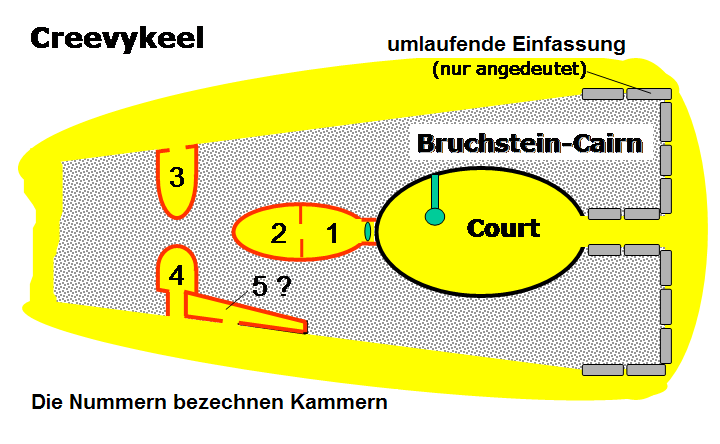
Creevykeel

Creevykeel

Creevykeel Court Tomb, meistens kurz Creevykeel (irisch An Chraobhaigh Chaol) genannt, ist eine restaurierte steinzeitliche Megalithanlage im sogenannten Yeats County in der Republik Irland. Sie liegt nahe der Küstenstraße, in der Nähe der Ortschaft Cliffony im County Sligo. Court Tombs gehören zu den megalithischen Kammergräbern (englisch chambered tombs) der Insel. Sie werden mit etwa 400 Exemplaren nahezu ausschließlich in Ulster im Norden von Irland beziehungsweise in Nordirland gefunden.
Creevykeel gilt als die am besten restaurierte „Full-court“-Anlage ihrer Art. Ihre Entstehung wird auf etwa 3.200 bis 2.500 v. Chr. datiert. Creevykeel wurde 1935 von der 4. Harvard Archeological Expedition entdeckt. In den folgenden Jahren wurde das Monument vollständig freigelegt und restauriert. Megalithanlagen sind vorzeitliche Kultbauten.

## Beschreibung
Creevykeel ist ein geschlossenes Court Tomb, d. h. der Zugang zu dem vom Hügel umfassten Hof (englisch court) erfolgte über einen schmalen, möglicherweise einst sogar überdachten kurzen Gang. Er liegt an der östlichen Seite und führt durch den 4,5 Meter langen Zwischenraum, der von Orthostaten gebildet wird, in den Hof. Dieser Hof wird bei U-förmigen offenen Anlagen durch eine außenliegende Exedra gebildet. Er ist hier (bei Central courts stets) aber ein 17 Meter langes und 10 Meter breites Orthostaten-Oval. Ursprünglich war es mit Steinplatten bzw. Kopfsteinpflaster ausgelegt. Im Westen befindet sich der Zugang zur Galerie mit den Kammern. 
Den Zugang bildet eine dolmenähnliche Konstruktion aus konkav angeordneten Orthostaten. Die Grabgalerie ist wiederum ein Oval von etwa 10 Metern Länge und 3,0 Metern Breite und ist in zwei, ursprünglich überdachte Kammern geteilt. In seinem ursprünglichen Zustand wurde die Galerie von dem trapezförmigen, 61 Meter langen Steinhügel bedeckt. Im westlichen Bereich des Steinhügels wurden zwei Nebenkammern gefunden. Diese sind im rechten Winkel zum Hügel angelegt und haben ihre Zugänge von den Seiten des Hügels. Am schmalen Hügelende wurden Reste einer weiteren Kammer gefunden. Diese Nebenkammern waren vermutlich von Kraggewölben abgedeckt.

Creevykeel
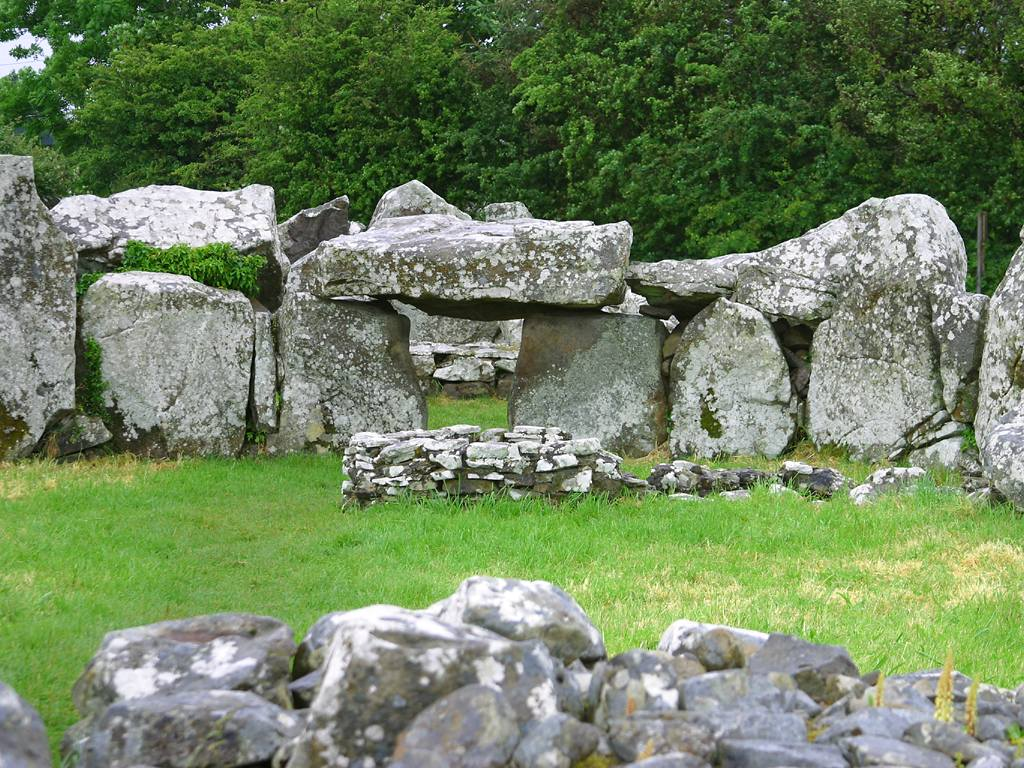
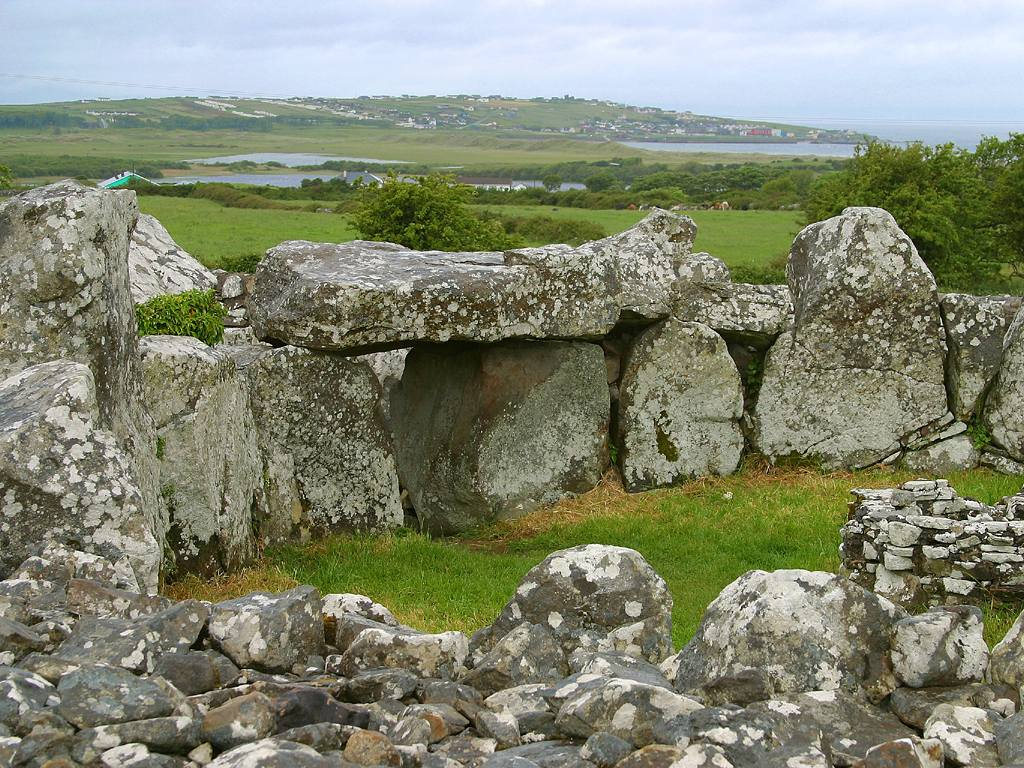
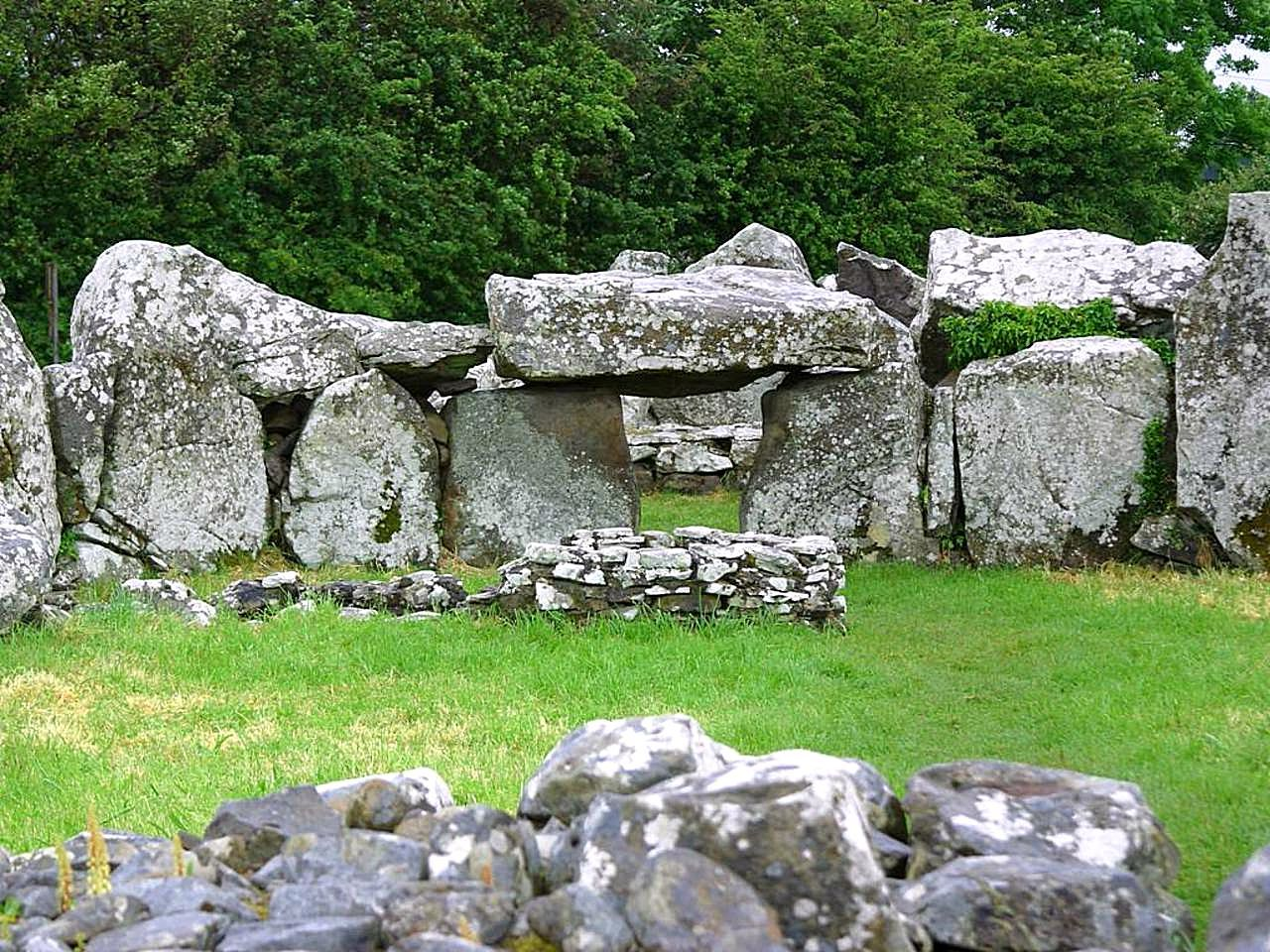
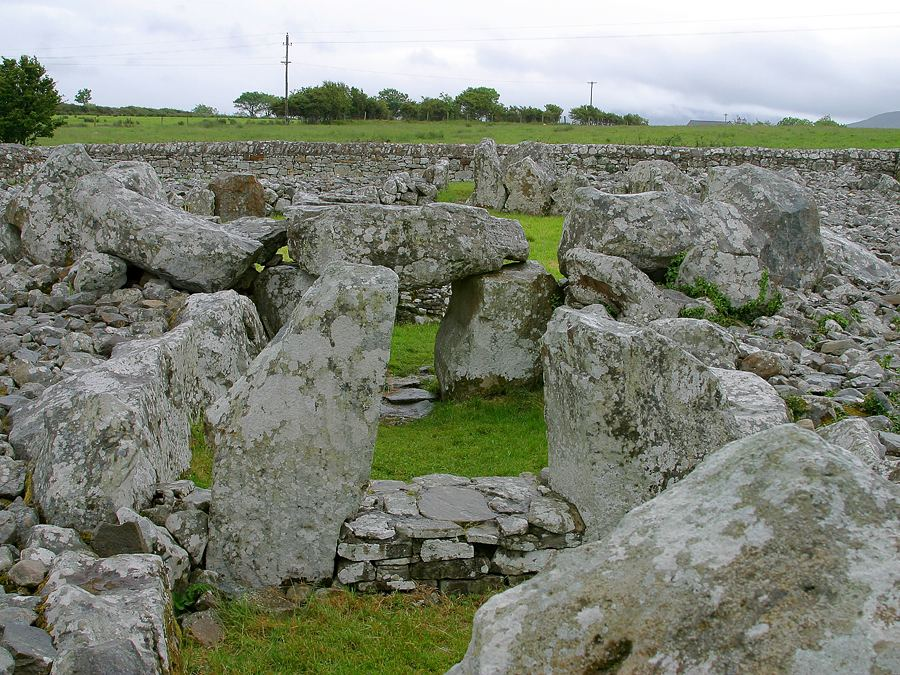
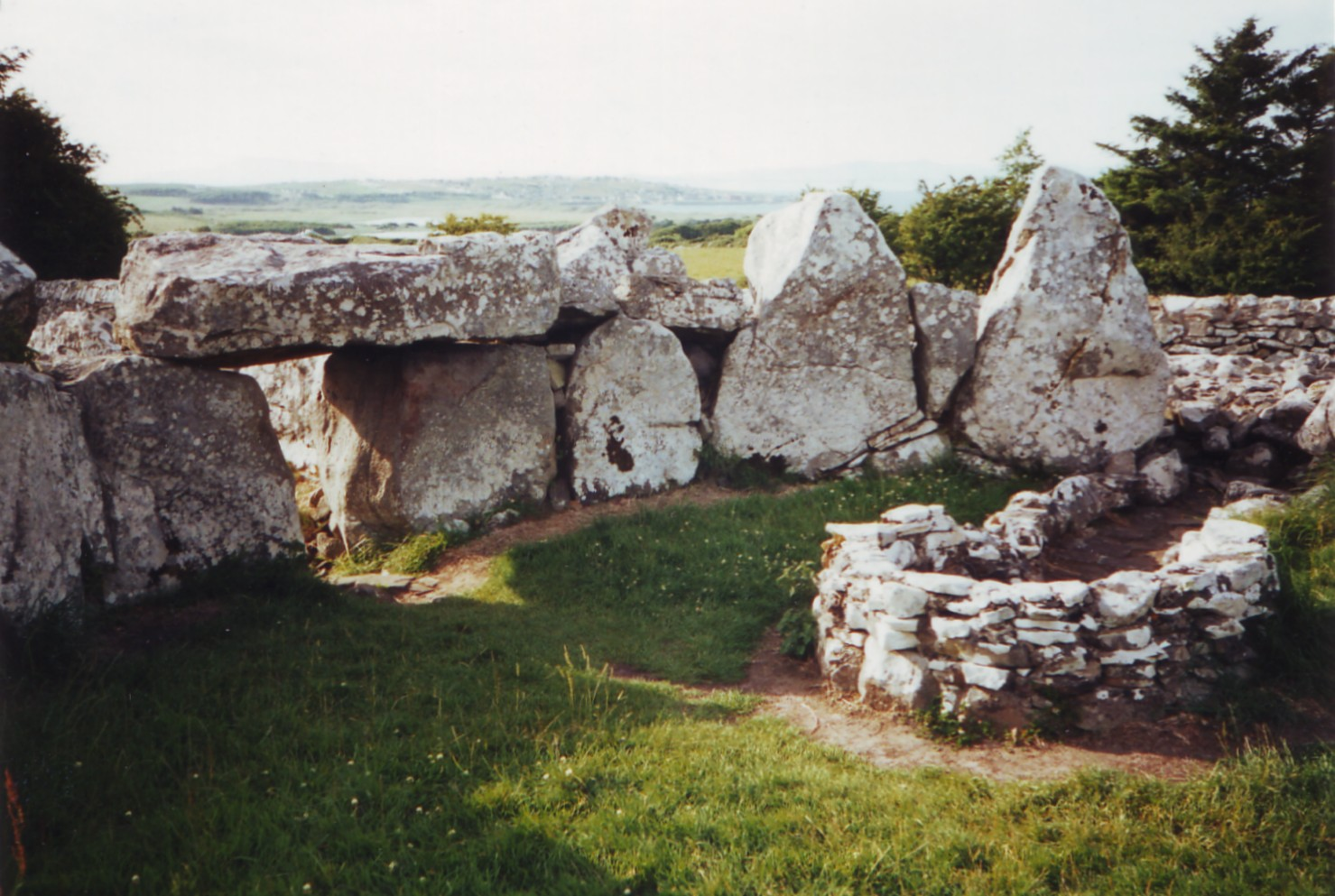

## Archäologische Funde
In den Hauptkammern des Monuments wurden die Überreste von vier Feuerbestattungen nebst Grabbeigaben entdeckt. Bei den Grabbeigaben handelt es sich um neolithische Knickwandschalen, polierte Steinbeile und Schaber sowie Pfeilspitzen aus Feuerstein und eine Steinperle. Am Eingang zur Galerie wurde ein Beil aus poliertem Diorit gefunden. Große Mengen Keramik fanden sich in der nordöstlichen Kammer. Aus späterer, vermutlich frühchristlicher Zeit stammt ein Herd zur Eisenschmelze, der in der nordwestlichen Ecke des Vorhofes ausgegraben wurde.
In der Nähe liegen die Wedge Tombs von Coolbeg und Carrownamaddoo 2 und das Court Tomb von Creevymore. 

## Weblink
Koordinaten: 54° 26′ 19″ N, 8° 26′ 0″ W